# Шахпаронов, Михаил Иванович
Михаил Иванович Шахпаронов (15 апреля 1918 — 18 декабря 2001) — советский русский учёный, физико-химик, зачинщик и активный участник идеологической «антирезонансной кампании», доктор химических наук, член научного совета по проблеме «Ультразвук» АН СССР, член комиссии по физике жидкостей при Минвузе СССР, профессор МГУ имени М. В. Ломоносова.

## Биография
Родился 15 февраля 1918 года в деревне Щербачевка ныне Льговского района Курской области. В 1931 году окончил школу-семилетку города Льгов.
В 1932 году поступил в Московский политехникум имени В. И. Ленина. В 1933 году как студент-выдвиженец поступил на агрохимический факультет ТСХА, который окончил с отличием в 1939 году, и был оставлен в аспирантуре по кафедре неорганической химии, возглавляемой И. А. Каблуковым.

### Великая Отечественная война
5 июля 1941 года призван на фронт Октябрьским РВК города Москвы, с 19 июля 1941 года воевал на Западном фронте. Был назначен командиром танкового взвода, в составе которого принимал участие в боях под городом Ельня. С 10 февраля 1942 года на Волоховском фронте. С 1943 года кандидат в члены ВКП(б), с января 1944 член ВКП(б).
16 февраля 1944 года сражался на Ленинградском фронте, 29 ноября 1943 года у деревни Любцы Новгородского района Ленинградской области командир 398 отдельной роты химзащиты 310-й стрелковой дивизии старший лейтенант М. И. Шахпаронов лично участвовал в захвате контрольного пленного («языка»). Награждён Орденом Отечественной войны 2-й степени.
Воевал с 20 апреля 1944 года на Карельском, с 4 июня 1944 года на 3-м Прибалтийском и с 24 февраля 1945 года на 2-м Белорусском фронтах. 2 и 3 мая 1945 года помощник начальника химической службы 310-й стрелковой Новгородской краснознамённой дивизии капитан Шахпаронов отвечал за подвоз дымсредств и организацию дымопуска при форсировании пролива Дивенов. Вторично представлен к Ордену Отечественной войны 2-й степени, награждён орденом Красной Звезды.
Вторым Орденом Отечественной войны 2-й степени был награждён в 1985 году в связи с 40-летием победы.

### Работа на физическом факультете МГУ имени Ломоносова
С осени 1945 года работал в должности ассистента лаборатории физики растворов на физическом факультете МГУ имени М. В. Ломоносова, а после защиты кандидатской диссертации — старшим научным сотрудником там же. В 1946 году получил звание — кандидат химических наук, в 1951 году утверждён в звании по специальности физика растворов ВАК СССР.

### Деятельность в области марксистско-ленинской философии науки
В 1949 году вместе В. М. Татевским на страницах журнала «Вопросы философии» (№ 3. С. 176—192) опубликовал статью «Об одной махистской теории в химии и её пропагандистах», направленную против теории резонанса. В статье кроме теории резонанса была подвергнута резкой критике книга советских химиков Я. К. Сыркина и М. Е. Дяткиной «Химическая связь и строение молекул», как «проникнутая идеологией махизма и космополитизма». Я. К. Сыркин и М. Е. Дяткина были обвинены в том, что цитировали труды «невозвращенца» Чичибабина и «белогвардейца Кистяковского, состоящего на службе у американских монополий». Эта статья открыла так называемую «антирезонансную кампанию» в химии. Её кульминацией стало Всесоюзное совещание по теории строения в органической химии, прошедшее в Москве с 11 по 14 июня 1951 года. На нём М. И. Шахпаронов не только критиковал теорию резонанса, но и, по мнению Н. М. Сергеева, допускал оскорбительные выпады в адрес её сторонников, навешивал на коллег ярлыки «ингольдист-паулингист», «махист» и тому подобные. Но при этом М. И. Шахпаронов нашёл нужным «одёрнуть» писателя В. Е. Львова, сказав, что на совещании нет преступников, а есть советские химики, которые ошибаются.
В 1950 году участвовал в кампании критики книги И. В. Кузнецова «Принцип соответствия», которая по мнению М. И. Шахпаронова «противоречит марксистскому учению о развитии», а автор «не только полностью сохранил идеалистические черты, присущие „принципу соответствия“ Бора и Гейзенберга, но и добавил ряд новых черт». «При чтении книги — заключает М. И. Шахпаронов — создается ложное впечатление, что развитие современной физики связано лишь с трудами Бора, Гейзенберга, Шредингера, Эйнштейна и других зарубежных идеалистически настроенных физиков».
В 1951—1961 годах по совместительству работал заведующим отдела философии естествознания журнала «Вопросы философии», старшим научным сотрудником отдела философии естествознания Института философии АН СССР, профессором кафедры диалектического и исторического материализма Института повышения квалификации преподавателей общественных наук при МГУ. В 1959 году присвоено звание профессора по кафедре диалектического и исторического материализма.
В 1954 году Нобелевский комитет удостоил Лайнуса Полинга (или Паулинга, как его называли во время анти-резонансной кампании в СССР) премии по химии «за изучение природы химической связи и его применение к объяснению строения сложных молекул». В 1959 году в издательстве «Мир» под редакцией уже член-корра АН СССР, а в прошлом активного участника анти-резонансной кампании О. А. Реутова был опубликован перевод сборника «Перспективы развития органической химии», начинавшийся со статьи Л. Полинга «Природа теории резонанса».
М. И. Шахпаронов продолжал громить теорию резонанса вплоть до 1962 года в своих трёх книгах: «Очерки философских проблем химии» (1957). «Диалектический материализм и некоторые проблемы физики и химии» (1958), «Химия и философия» (1962).

### Работа на химическом факультете МГУ
В 1952 году защитил диссертацию на соискание степени доктора химических наук «Некоторые вопросы физической теории растворов». С 1955 года работает в должности старшего научного сотрудника лаборатории спектроскопии химического факультета МГУ. В 1958 году основал там лабораторию растворов и стал её заведующим (с 1958 по 1989 года). В ней были придуманы методы (оптические и радиофизические), позволяющие в полном объёме изучать молекулярные механизмы процессов, протекающих в растворах, а также их молекулярное строение. В 1959, 1967[уточнить] годах стал профессором кафедры физическая химия на химическом и физическом факультете соответственно.
В МГУ имени Ломоносова вёл лекции по философским проблемам физики и химии, преподавал спецкурсы для студентов: «Введение в молекулярную теорию растворов» (1962—1980-е годы); «Теория жидких систем», «Неравновесная термодинамика быстрых процессов в жидких фазах» (1969—1980-е годы); «Физическая химия» на геологическом факультете; «Современные проблемы теории жидких систем» на ФПК. Руководил общеуниверситетским семинаром по физике и физикохимии жидкого состояния вещества.
Выйдя на пенсию, М. И. Шахпаронов написал книги: «Принцип наименьшего действия в естествознании» (1991) и «Диэлектрическая радиоспектроскопия» (1992). Последние годы работал над книгой «Принцип наименьшего действия в жизни общества», книга не опубликована.
Скончался 18 декабря 2001 года в Москве.

## Семья
- Сын — Владимир Михайлович Шахпаронов (4 сентября 1954—12 февраля 2023[12]), сотрудник физического факультета МГУ, к. ф.-м. н. (2012)[13]
  - Внук — Владимир Владимирович Шахпаронов (род. 13.08.1983[12]), сотрудник биологического факультета МГУ, к. б. н. (2011)[13]

## Основные труды

### По химии
- Шахпаронов М. И. Введение в молекулярную теорию растворов. М.: Гостехиздат, 1956. 507 с. Архивная копия от 22 декабря 2017 на Wayback Machine.
- Шахпаронов М. И. Межмолекулярные взаимодействия. М.: Знание, 1983. 63 с. Архивная копия от 22 декабря 2017 на Wayback Machine
- Шахпаронов М. И. Методы исследования теплового движения молекул и строения жидкостей. М.: Изд-во Моск. ун-та, 1963. 281 с. Архивная копия от 22 декабря 2017 на Wayback Machine
- Шахпаронов М. И. Механизмы быстрых процессов в жидкостях. М.: Высш. школа, 1980. 352 с. Архивная копия от 22 декабря 2017 на Wayback Machine
- Шахпаронов М. И. Некоторые вопросы физической теории растворов. Дис. … докт. хим. наук. М. МГУ им. Ломоносова, 1952. 528 л. Архивная копия от 22 декабря 2017 на Wayback Machine
- Шахпаронов М. И. Принцип наименьшего действия в естествознании. М. : Изд-во Моск.ун-та, 1991. 193 с.
- Usacheva T. M., Lifanova N. V., Zhuravlev V. I., Shakhparonov M. I. Dielectric properties of carboxymethylated isononylphenol ethoxylates // Colloid Journal of the Russian Academy of Sciences: Kolloidnyi Zhurnal. — 1996. — Vol. 58, no. 1. — P. 91—95. Архивная копия от 22 декабря 2017 на Wayback Machine